# Пи Скорпиона
Пи Скорпио́на (π лат. Scorpii, π Sco) — тройная звезда в созвездии Скорпиона.
Пи Скорпиона A является двойной звездой и относится к классу затменных переменных типа β Лиры. Оба компонента — горячие бело-голубые звёзды главной последовательности спектрального класса B. Их общая средняя видимая звёздная величина +2,89m. Период обращения 1,57 дня, компоненты отстоят друг от друга на расстояние 15 солнечных радиусов (10,5 млн км). Вследствие вращения и взаимных затмений видимая звёздная величина меняется от +2,87m до +2,92m.
В системе присутствует третий компонент Пи Скорпиона B, имеющий видимую звёздную величину +12,2m (не виден невооружённым глазом). Он вращается вокруг Пи Скорпиона A и отстоит от него на 50 угловых секунд на расстоянии, по крайней мере, 7000 а. е.